# Save the Last Dance for Me

Drifters - Save the Last Dance for Me (1960)

Save the Last Dance for Me ist ein US-amerikanischer Popsong und Evergreen, der von Doc Pomus und Mort Shuman geschrieben wurde. Das Stück wurde 1960 mit den Drifters ein Nummer-eins-Hit in den Vereinigten Staaten. 1961 belegte Ivo Robić mit der Coverversion Mit 17 fängt das Leben erst an den ersten Platz in Deutschland.

## Entstehungsgeschichte
Doc Pomus fand beim Aufräumen eine alte Hochzeitskarte, die ihn an die Hochzeit mit seiner Frau und den Hochzeitstanz erinnerte. Er schrieb daraufhin einen Liedtext mit langen Textzeilen ein, die gerade noch zum Versmaß passten. Das Liebeslied handelt von der Eifersucht eines Mannes gegenüber seiner Tanzpartnerin. Er erlaubt ihr zwar, auch mit anderen Männern zu tanzen, erinnert sie jedoch daran, dass der letzte Tanz für ihn reserviert ist und er sie anschließend nach Hause bringt.
Die Drifters erschienen zum Aufnahmetermin 19. Mai 1960 in den Bell Sound Recording Studios in New York City in der Besetzung Ben E. King (Leadsänger/Bariton), Charlie Thomas (Tenor), Doc Green jr. (Bariton) und Elsbeary Hobbs (Bass). Während King stimmlich über seinen Bariton-Stimmumfang hinaus vordringt, fungieren die übrigen Drifters als Begleitchor. Als Musikproduzent war das erfolgreiche Autorenteam Jerry Leiber und Mike Stoller engagiert. Es gab bereits eine von Mort Shuman verfasste Melodie, die ein calypso-orientiertes Geigenarrangement von Stan Applebaum erhielt. Sein Arrangement trug enorm zum späteren Erfolg des Hits bei, doch er beklagte sich, dass Arrangeure nicht die ihnen zustehende Anerkennung fänden. Auch die B-Seite Nobody But Me stammte aus der Feder von Pomus/Shuman.  

## Veröffentlichung und Erfolg
Save the Last Dance for Me / Nobody But Me erschien im August 1960 bei Atlantic Records, am 5. September 1960 gelangten die Drifters hiermit in die US-Pop-Hitparade. Zur Förderung des Plattenumsatzes traten sie am 8. September 1960 in American Bandstand mit dem neuen Hit auf. Ab 19. September 1960 belegte die Single drei Wochen die Spitze der Hitparade; es blieb ihr einziger Nummer-eins-Hit. Save the Last Dance for Me verkaufte weltweit zwei Millionen Exemplare. Die erfolgreichste Single der Drifters erschien erst im Februar 1962 auf dem gleichnamigen Album.
Auch international waren die Drifters mit dem Song erfolgreich. In Kanada, Australien und Neuseeland belegten sie ebenfalls Platz eins in den Hitparaden. In Großbritannien waren sie 18 Wochen lang in den Charts und erreichten den zweiten Platz. Im nicht englischsprachigen Europa schnitt Save the Last Dance for Me in den Niederlanden mit Platz zwei am erfolgreichsten ab. In Deutschland, wo der Titel ebenfalls von Atlantic veröffentlicht wurde, kamen die bis dahin wenig bekannten Drifters in der Fachzeitschrift Musikmarkt auf den 14. Rang. Im Oktober 1960 erschien ein von Damita Jo interpretierter Antwort-Song I’ll Save the Last Dance For You mit derselben Melodie, der Platz 22 in den US-Hot 100 erreichte.

## Coverversionen
Es gibt mindestens 108 Coverversionen. Darunter befinden sich Rikki Henderson (Oktober 1960), die String-A-Longs (Januar 1961), Jerry Lee Lewis (September 1961), Buck Owens (Mai 1962), Paul Anka (September 1963), Swinging Blue Jeans (Oktober 1964), Cliff Richard (April 1967), Ike & Tina Turner (September 1967), Billy Joe Royal (November 1967), The Cats (Juli 1977), Emmylou Harris (April 1979), Dolly Parton (November 1983) oder Neil Diamond (Oktober 1993). 

Ivo Robić - Mit 17 fängt das Leben erst an (1960)

Die deutsche Plattenfirma Polydor entschloss sich im November 1960, auch eine deutschsprachige Version von Save the Last Dance for Me herauszubringen. Den Text dazu lieferte Kurt Schwabach. Während es im englischen Original um den letzten Tanz des Abends geht, erklärt Schwabach den 17-Jährigen die Liebe im Allgemeinen („Denn du weißt noch nicht, was Liebe ist, weil dein Leben erst begann“). Für das Lied mit dem Titel Mit 17 fängt das Leben erst an wurde der jugoslawische Sänger Ivo Robić ausgewählt, der bereits im Herbst 1959 mit Morgen einen beachtlichen Erfolg in Deutschland erzielt hatte. 
Die Produktion des Titels erfolgte am 22. November 1960 in der Musikhalle Hamburg unter der Regie von Bert Kaempfert, der auch die Hintergrundmusik übernahm. Die Single mit dem B-Seitentitel Auf der Sonnenseite der Welt erschien im Dezember 1960. Bereits am 17. Dezember 1960 erschien Mit 17 fängt das Leben erst an in den Top 50 des Musikmarktes und hatte am 18. März 1961 die Spitzenposition erreicht. Dort konnte er sich zwei Wochen lang behaupten und war insgesamt 32 Wochen in den Top 50 vertreten. In den Jahrescharts des Musikmarkts wurde der Titel auf Platz fünf gesetzt. Radio Luxemburg zeichnete ihn mit dem Silbernen Löwen aus. Robić übersetzte die deutsche Version auch ins Serbokroatische 17 ti je godina tek.  Auf den Budget-Labels Akkord und Baccarola erschien Mit 17 fängt das Leben erst an mit den Interpreten Betty Anderson bzw. Helmut Schmidt. In Frankreich folgte Dalida im Januar 1961 mit der französischen Version Gardez-moi la dernière danse.
Einen späteren Neuerfolg erlebte Save the Last Dance for Me in der Fassung des kanadischen Jazz-Sängers Michael Bublé im Februar 2005. Seine Singleaufnahme erreichte in den Vereinigten Staaten bei den AC-Charts Platz fünf und in den Hot 100 Rang 99. Sie wurde 2006 in Kanada mit dem MuchMoreMusic Award ausgezeichnet.